# Ondřej Kričfaluši
Ondřej Kričfaluši, né le 29 mars 2004 en Tchéquie, est un footballeur tchèque qui évolue au poste de défenseur central au FK Teplice.

## Biographie

### En club
Né en Tchéquie, Ondřej Kričfaluši commence le football au SK Kraslice puis il est formé par le FK Baník Sokolov de 2014 à 2018 avant de rejoindre le SK Slavia Prague, où il poursuit sa formation. Il joue son premier match en professionnel avec le Slavia, le 21 août 2022 contre le FK Pardubice, en championnat. Il entre en jeu à la place de Stanislav Tecl, auteur d'un triplé ce jour-là, et voit son équipe s'imposer par sept buts à zéro. Kričfaluši découvre la coupe d'Europe avec le Slavia, jouant son premier match le 13 octobre 2022, lors d'une rencontre de phase de groupe de Ligue Europa Conférence 2022-2023 face au CFR Cluj. Il entre en jeu en fin de match et son équipe est battue (2-0 score final),.
Lors de l'été 2023, Kričfaluši est prêté par le Slavia au FC Vlašim, alors club de deuxième division tchèque.
Le 9 février 2024, Ondřej Kričfaluši rejoint le FK Teplice. Il signe un contrat courant jusqu'en juin 2027.

### En sélection
Ondřej Kričfaluši représente l'équipe de Tchéquie des moins de 20 ans, jouant au total trois matchs en 2023.
Il joue son premier match avec l'équipe de Tchéquie espoirs le 21 mars 2024, contre l'Irlande du Nord. Il entre en jeu à la place de Marek Icha et son équipe s'impose par trois buts à zéro.